# Bohdaniwci (stacja kolejowa)
Bohdaniwci (ukr. Богданівці) – stacja kolejowa w miejscowości Bohdaniwci, w rejonie chmielnickim, w obwodzie chmielnickim, na Ukrainie. Położona jest na linii Odessa – Lwów.

## Historia
Stacja powstała w 1871 na trasie Żmerynka - Wołoczyska - granica państwa, pomiędzy stacjami Derażnia i Płoskirów.